# Bashkim Smakaj
Bashkim Smakaj (* 1976 in der Nähe von Klina) ist ein kosovarischer Beamter. 

## Leben
Smakaj studierte Biologie und Politikwissenschaften an der Universität Pristina. Er trat der kosovarischen Polizei bei und war dort für die strategische Planung verantwortlich und als Verbindungsbeamter zwischen der Polizei und der Grenzpolizei tätig. Im Jahr 2009 wurde er zum ersten Direktor des Nachrichtendiensts des Kosovo ernannt.
Smakaj ist im Januar 2015 von seinem Posten als Direktor des Nachrichtendienstes zurückgetreten. Dem Rücktritt waren mehrere Skandale im Geheimdienst vorausgegangen. Ein Agent des Nachrichtendienstes war in Syrien entdeckt und getötet worden, als er albanische Dschihadisten suchen sollte. Smakaj informierte jedoch das Parlament nicht über diesen Vorfall. Zudem ist ein serbischer Bürger im Rahmen einer Geheimdienstoperation verhaftet worden, als er Sprengstoff nach Pristina transportierte. Dabei war es dem Geheimdienst nicht erlaubt, polizeiliche Maßnahmen durchzuführen, sondern er hätte den Fall an den Staatsanwalt weitergeben sollen. Smakaj und zwei weitere hohe Beamten waren in den Fall involviert.